# عمر جونسون
عمر جونسون (بالإنجليزية: Omar Johnson) هو منافس ألعاب قوى جامايكي، ولد في 25 نوفمبر 1988.

## وصلات خارجية
- عمر جونسون على موقع الاتحاد الدولي لألعاب القوى (الإنجليزية)
- عمر جونسون على موقع اتحاد ألعاب الكومنولث (مؤرشف) (الإنجليزية)